# پاسکواله آنفوسی

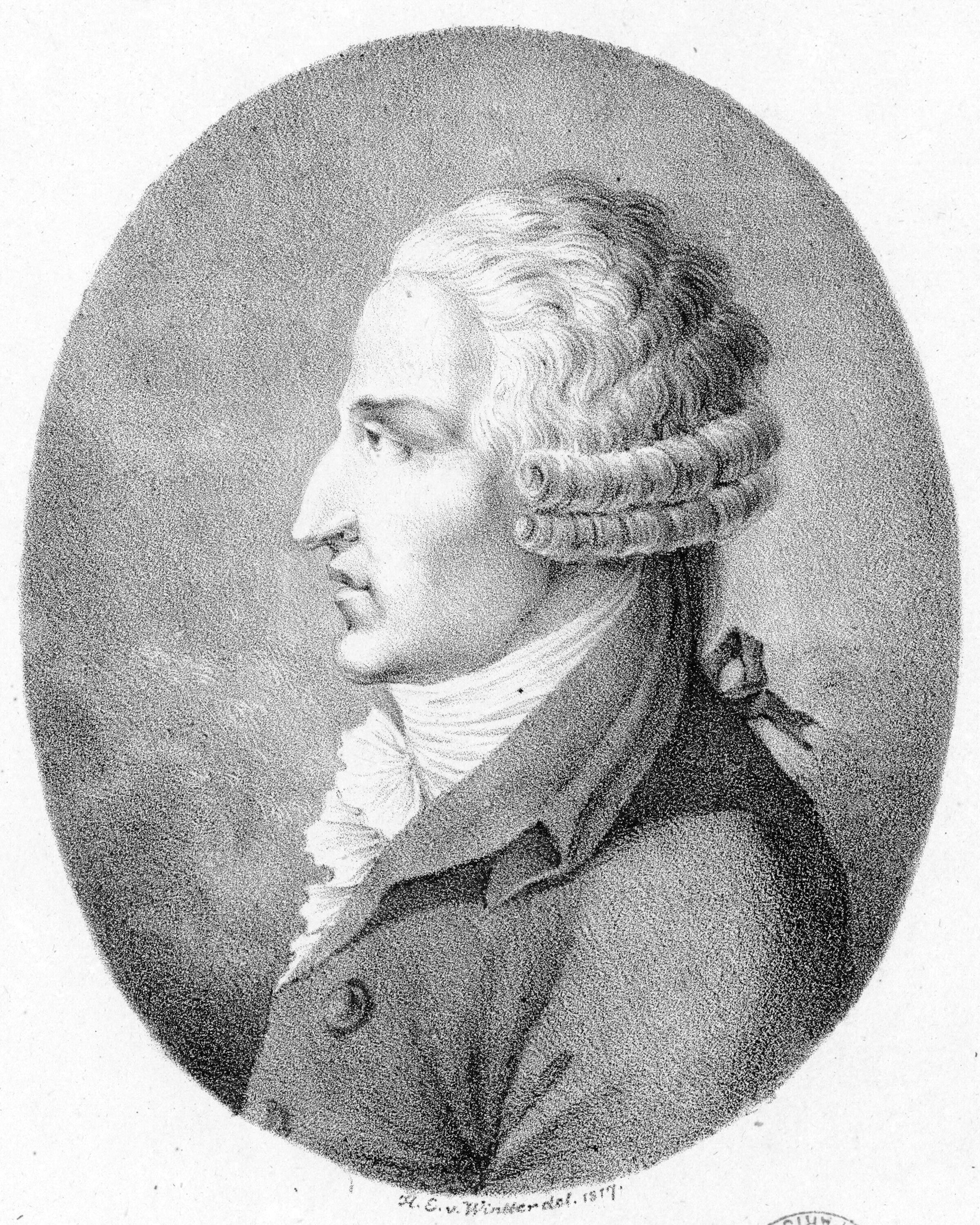
پاسکواله آنفوسی

پاسکواله آنفوسی (زاده ۵ آوریل ۱۷۲۷ - درگذشته فوریه ۱۷۹۷) آهنگساز اپرا و ویولونیست ایتالیایی دوره کلاسیک اولیه بود. او در شهر تاجا، واقع در ناحیه لیگوریا ایتالیا به دنیا آمد. ابتدا به فراگیری ویولن پرداخت و به مدت ۱۰ سال، نیکولو پیچینی و آنتونیو ساچینی دو آهنگساز شهیر ایتالیایی دیگر، همراه او در تحصیل موسیقی بودند. آنفوسی عمدتاً در لندن، ونیز و رم مشغول به کار بود.
وی آهنگساز پرکاری بود و در طول حیات خود بیش از ۸۰ اپرا، هم شامل اپرا سریا و هم اپرا بوفا نوشت، اگرچه در سال‌های آخر عمرش بر موسیقی کلیسایی، به‌ویژه اوراتوریوها تمرکز داشت. آنفوسی در سال ۱۷۹۷ در رم درگذشت.